# 철권 7
《철권 7》(鉄拳7, 텍켄7, Tekken 7)은 반다이 남코 엔터테인먼트가 개발, 배급한 대전 격투 게임이다. 철권 시리즈 가운데 아홉 번째 게임으로, 언리얼 엔진을 채용한 최초의 게임이기도 하다. 철권 7은 2015년 3월 일본에서 아케이드 한정 릴리스로 출시되었으며, 《철권 7: 페이티드 리트리뷰션》(Tekken 7: Fated Retribution)은 2016년 7월 일본에서 출시되었고, 신규 스테이지, 의상, 아이템, 캐릭터를 포함한 기능 콘텐츠를 확장하였다.
이후 Season pass 1을 시작으로 캐릭터 별 밸런스와 신규 맵, 신규 캐릭터와 신규 커스트마이징 아이템을 출시하고 2020년 기준 season pass 3까지 출시되어 기존의 귀환한 캐릭터와 신규 오리지널 캐릭터, 게스트 캐릭터까지 DLC를 통해 선보이고 있다. 현재 아케이드 출시 이후 한국에서는 아케이드 온라인 서비스를 종료하였으며 2017년 6월에 스팀, 플레이스테이션 4, 엑스박스 원용으로 출시되었다.

## 스토리
세계에 대해서 선전 포고를 하며 대규모적인 전쟁을 시작한 미시마 재벌, 그 미시마 재벌에 대항하기 위해서 반 미시마 재벌을 내걸고 일어난 G사. 양대 세력에 의한 싸움이 격한 정보가 늘어나는 중에 미시마 재벌의 우두머리였던 카자마 진이 갑작스럽게 소식불명이 된다.
우두머리가 없게 된 미시마 재벌은 각지에서 G사의 공세에 당하며 전쟁 상황은 G사가 우세한 상황으로 기울기 시작했다. 그러던 중, 한 남자가 혼자 미시마 재벌로 뛰어들어 온다. 그 남자의 이름은 미시마 헤이하치이다. 미시마 재벌 초대 우두머리이며 미시마 재벌 자체라고 해도 과언이 아닌 존재이다.
미시마 헤이하치가 우두머리 자리를 복귀하는 것으로 미시마 재벌은 급속하게 세력이 다시 살아서 전황은 다시 대항 상황이 된다. 그러던 중, 미시마 헤이하치는 전세계를 향해서 The King of Iron Fist Tournament의 개최를 선언한다. 그것은 G사를 내막으로부터 지배하고 있는 아들, 미시마 카즈야를 쓰러뜨리기 위한 작전의 하나였다.
미시마 헤이하치와 미시마 카즈야에 의한 세계를 누빈 신규 격투가 지금, 결착을 향해서 크게 움직이기 시작한다.

## 등장인물

### 새로운 파이터
디폴트 캐릭터
- 카타리나 아우베스
- 클라우디오 세라피노
- 럭키 클로에
- 샤힌
- 조시 리잘
- 기가스 거대 괴물
- 잭-7
- 미시마 카즈미
- 마스터 레이븐
- 리로이 스미스
- 파컴람
- 리디아 소비에스카
- 아쿠마  쿠바
- 녹티스
- 기스 하워드
- 네간  아일랜드

### 귀환한 파이터
디폴트 캐릭터
- 라스 알렉산더슨
- 알리사 보스코노비치
- 레오
- 미시마 카즈야
- 미시마 헤이하치
- 리리
- 세르게이 드라그노프
- 킹
- 펭 웨이
- 카자마 아스카
- 브라이언 퓨리
- 링 샤오유
- 화랑
- 마샬 로우
- 폴 피닉스
- 카자마 진
- 요시미츠
- 니나 윌리엄스
- 밥
- 리 차오랑
- 미겔 카바예로 로호
- 쿠마
- 판다
- 엘리자
- 에디 골도
- 안나 윌리엄스
- 레이 우롱
- 아머 킹
- 크레이그 머독
- 줄리아 창
- 자피나
- 간류
- 쿠니미츠(2대)

## 스테이지
Abandoned Temple
《철권 7 FR》에 새롭게 등징힌 아쿠마의 스테이지이다. 배경에는 2체의 금강역사상이 있으며 그 아래에는무너진 절의 잔해가 남아있다. 보통은 석양, 둘 중 누군가가 매치 포인트가 되면 빨간 달이 비친다. 거기에 양쪽이 매치포인트가 되면 폭풍이 된다.
Arctic Snowfall
눈보라 속의 설국 스테이지이다. 무한한 원이다.
Devil's Pit
미시마 카즈미 전용 스테이지 또는 최종 보스 스테이지인 화산이다. CPU전에서는 그녀에게 승리하는, 플레이어끼리의 플레이에서는 둘 중 누군가가 매치 포인트가 되면 스테이지가 붕괴해서 무한한 원의 스테이지오 이행한다. CPU전에는 데빌 카즈미와 싸우게 된다.
Dragon's Nest
큰 용의 석상이 있는 산 정상 스테이지이다. 《철권 5》에서 나온 동명의 스테이지를 리메이크한 것이다. 둘 중 누군가가 매치 포인트가 되면 비가 내리기 시작한다.
Forgotten Realm
유적 스테이지이다. 바닥 부수기의 스테이지 기믹이 있으며 3번 할 수 있다. 가장 아래에는 불상이 있다.
Jungle Outpost
정글 스테이지이다. 벽 부수기와 발코니 브레이크의 스테이지 기믹이 있다. 아래에는 추락한 비행선이 있다.
Mishima Building
《철권 7 FR》에 새롭게 등장했다. 미시마 재벌의 건물 내에 있는 연구소이며 대전은 엘레베이터와 같은 리프트에서 행해진다. 리프트의 끝에 몇개나 되는 거대한 기계 팔이 기둥을 쥐며 기어오르듯이 항상 상승해간다. 둘 중 누군가가 매치 포인트가 되면 옥상에 도착한다.
Mishima Dojo
미시마 헤이하치 전용 스테이지이다. 절 같은 도장이며 벽에 있는 무수한 초와 사마귀만이 빛을 내기 때문에 좀 어둡다. 배경 속에는 불교와 관련있는 동상들이 설치되어 있으며 모든 것이 험한 얼굴을 하고 있다.
배경의 자기 쪽은 미시마 헤이하치와의 격투 시작 장면으로 잭-7이 끼어 날아들어왔기 때문에 벽이 무너져 있어서 달이 빛나고 있는 것이 보인다.
Souq
아라비아의 거리에 있는 시장 스테이지이다. 스테이지 주위에는 많은 가게가 있으며 캐릭터가 공격으로 벽을 치면 팔리고 있는 채소나 과일이 지면에 굴러 떨어진다.
Twilight Conflict
뭔가의 피해를 본 도시 스테이지이다. 발코니 브레이크의 스테이지 기믹이 있다.

### 가정용판 추가 스테이지
Arena
The King of Iron Fist Tournament의 스테이지이다.
Brimstone & Fire
‘The Mishima Saga’에서 미시마 카즈야와 미시마 헤이하치가 최종 결전을 하는 활화산 스테이지이다.
Duomo Di Sirio
클라우디오가 소속하는 ‘시리우스의 궁수’의 거점 스테이지이다. 이탈리아어로 ‘시리우스의 대성당’이라는 뜻이다. 발코니 브레이크의 스테이지 기믹이 있다.
G Corp. Helipad
G사의 옥상 스테이지이다. 헬기 이착륙장이 있다. 벽 부수기 스테이지 기믹이 있다. 온라인 업데이트 Ver.Q에서 아케이드에 추가됐다.
G Corp. Helipad(Night)
‘G Corp. Helipad’의 밤 스테이지이다. 둘 중 누군가가 매치 포인트가 되면 비가 내리기 시작한다.
Geometric Plane
연습 모드에 나오는 스테이지이다.
Howard Estate
기스 하워드와 동시에 추가된 스테이지이다. 벽 부수기와 발코니 브레이크의 스테이지 기믹이 있다.
Infinite Azure
우유니 소금호수 같은 호수 스테이지이다. 무한한 원이다. 온라인 업데이트 Ver.Q에서 아케이드에 추가됐다.
Kinder Gym
키즈 스페이스 같은 스테이지다. 둘 중 누군가가 매치 포인트가 되면 조명의 색이 바뀐다.
Precipice Of Fate
‘The Mishima Saga’에서 어린이 시절의 미시마 카즈야와 젊은 날의 미시마 헤이하치가 싸운 스테이지이다.
Violet Systems
바이올렛 시스템 사의 연구소 스테이지이다. 온라인 업데이트 Ver.Q에서 아케이드에 추가됐다.

## 반응
철권 7은 전반적으로 호의적인 평가를 받았다.